# Kurt Atterberg
 (décembre 2024).
Pour les articles homonymes, voir Atterberg.
Kurt Magnus Atterberg (né à Göteborg le 12 décembre 1887 – mort à Stockholm le 15 février 1974) est un compositeur et un chef d'orchestre suédois.

## Biographie
Kurt Atterberg naît le 12 décembre 1887 à Göteborg. Il étudie le violoncelle et en joue parfois dans l'orchestre. Il publie sa première œuvre en 1908 : Rhapsodie pour piano et orchestre opus 1. En 1910, il présente sa Rhapsodie et une version inachevée de sa première symphonie opus 3, pour le concours d'admission au Conservatoire de Stockholm. Il y étudie la composition et l'orchestration avec Andreas Hallén (1846-1925) et parallèlement, l'année suivante, obtient son diplôme d'ingénieur à l'Institut Royal de Technologie.
De 1912 à 1968, Atterberg est employé au bureau suédois des brevets. En 1912, il achève et dirige sa première symphonie. De 1916 à 1922 il est le chef de l'Opéra Royal de Stockholm. Après la guerre et jusqu'en 1957 il exercera aussi le métier de critique dans un journal de la capitale (Stockholmstidningen).
En 1924, Atterberg participe à la fondation de la Société des compositeurs suédois et de la Société pour les droits d'interprétation. En 1926, il est nommé membre de l'Académie Royale suédoise de musique et il en deviendra le secrétaire perpétuel de 1940 à 1953.
Bien qu'ayant dirigé dans les grandes capitales d'Europe, le nom de Kurt Atterberg ne fut découvert par le public qu'en 1928, lors du centenaire de la mort de Schubert. Dans le cadre d'un concours organisé par la Columbia1928 International Columbia Graphophone Competition, il reçoit le premier prix de la zone "scandinave", doté de 2000 livres (10 000 dollars), pour avoir composé une œuvre originale qui n'est autre que sa Symphonie no 6 plus connue sous-titrée Dollar Symphony. Créée à Cologne par Abendroth, elle est gravée par Sir Thomas Beecham, Arturo Toscanini et Atterberg l'enregistra lui-même plus tard.
Un prix Atterberg (sv) a été institué et il est décerné chaque année depuis la mort du compositeur. Il récompense des compositeurs suédois.

## Style
Atterberg a composé dans un style romantique que l'on peut rapprocher de celui des musiciens du courant nationaliste nordique, notamment Edvard Grieg ou Jean Sibelius. On retrouve cependant chez lui à la fois des influences plus diversifiées dont il se réclame lui-même : les russes, Brahms et Reger et est pourvu d'une grande imagination, tant sur le plan thématique qu'orchestral.

## Œuvres
Il est l'auteur de neuf symphonies, un concerto pour violon, un concerto pour piano, un concerto pour violoncelle, ainsi que de nombreuses autres œuvres.
Elles n'ont, pour la plupart, été éditées qu'une seule fois en disque compact (Naxos). L'intégrale des symphonies, ainsi que les concertos pour violon et piano ont été édités par CPO en 2005 et 2006.
Les éditions de ses œuvres en partitions sont difficiles voire impossibles à trouver (excepté le concerto pour cor opus 28 (1926), chez Breitkopf & Härtel).

### Piano
- Syster Beatrice - Valse "Fantôme" (1917) de Maeterlinck
- 2 Höstballader [Ballades d'automne] op. 15 (1918)
  1. no 1 en si mineur : Molto Agitato
  2. no 2 en ut mineur : Adagio
- Rondeau rétrospectif pour piano à quatre mains, opus 26 (motto : spectator) (1926)

### Orgue
- Bröllopsmarsch [Marche solennelle] pour orgue (1916)
- Preludium och fuga pour orgue (1917)

### Musique de chambre
- Révérence à Bach pour deux violoncelles (1905)
- Quatuors à cordes
  - no 1 en ré majeur op. 2 (1909)
  - no 2 op. 11 (1918)
  - no 3 en ré majeur op. 39 (1937)
- Variations et fugue pour quatuor à cordes op. 46 (1943/44) sur un texte de Bellman
- Quintette avec piano en ut majeur op. 31a (1928/42) Adaptation de la 6e symphonie
  1. Moderato
  2. Adagio
  3. Vivace
- Suite pour violon, alto et piano
- Sonate pour violoncelle (ou violon / ou alto / ou cor) et piano en si mineur op. 27 (1925)
  1. Allegro
  2. Adagio Molto
  3. Allegro Energico - Poco Pesante
- Sinfonia pour cordes op. 53a (1953) version pour quintette à cordes de la Sinfonia op. 53
- Trio concertant pour violon, violoncelle et harpe op. 57a (1959/60, rev. 1965) version de chambre du double concerto
- Sorgmarch - "In memoriam Gustav V" pour quatre cors (1950)

### Œuvres pour orchestre

#### Symphonies
- no 1 en si mineur op. 3 (1909/13)
  1. Allegro con fuoco
  2. Adagio
  3. Presto
  4. Adagio-Allegro energico
- no 2 en fa majeur op. 6 (1911/13)
  1. Allegro con molto - Maestoso - Largamento
  2. Adagio - Presto - Adagio - Presto - Adagio
  3. Allegro con fuoco - Tranquillo - Adagio - Tempo I - Maestoso
- no 3 op. 10 "Västkustbilder" [Portrait de la côte Ouest] (1914/16)
  1. Soldis [soleil de brumes]
  2. Storm [tempête] Con fuoco
  3. Sommarnatt [nuit d'été] Adagio - Molto vivace
- no 4 en sol mineur op. 14 "Sinfonia piccola" (1918) på svenska folkmotiv [sur des mélodies suédoises]
  1. Con forza
  2. Andante
  3. Scherzo
  4. Finale. Rondo
- no 5 en ré mineur op. 20 "Sinfonia funebre" (1919/22)
  1. Pesante Allegro
  2. Lento
  3. Allegro molto - Tempo di valse
- no 6 en ut majeur op. 31 "Dollarsinfonie" (1927/28)
  1. Moderato - più vivo
  2. Adagio
  3. Vivace
- no 7 op. 45 "Sinfonia romantica" (1942)
  1. Drammatico
  2. Semplice
  3. Feroce
- no 8 en mi mineur op. 48 (1944) på svenska folkmotiv [sur des mélodies suédoises]
  1. Largo
  2. Adagio
  3. Molto vivo
  4. Con moto
- no 9 op. 54 "Sinfonia visionaria" pour solistes (mezzo-soprano & baryton), chœur et orchestre (1955/56) texte extrait du dit de la voyante une partie de l'Edda.

#### Suites d'orchestre
- no 1 "Suite orientale" (1913)
  1. Okenstamning : Adagio
  2. Dans : Andante - Vivace - Allegro
  3. Triumfmarsch : Alla marcia con moto
- no 2 (1915)
- no 3 op. 19 no 1 pour violon, alto et orchestre à cordes (1917) Pour accompagner Sœur Béatrice de Maeterlinck
  1. Prélude : Adagio
  2. Pantomime : Moderato
  3. Vision : Allegro moderato
- no 4 op. 19 no 2 "Turandot" ou suite chinoise (1920) pour quatuor à cordes
- no 5 op. 23 "Barocco" (1923) pour flûte, hautbois, clarinette et cordes
- no 6 op. 30 "Orientalische Legende" (1925) pour flûte, hautbois, clarinette, percussion, piano et orchestre à cordes
- no 7 op. 29 (1926) pour orchestre à cordes d'après une musique de scène pour Antoine et Cléopâtre de Shakespeare
- no 8 op. 34 "Suite pastorale in modo antico" (1931) pour petit orchestre
- no 9 op. 47 "Suite dramatica" (1944) pour orchestre de chambre

#### Concertos
- Rhapsodie pour piano et orchestre op. 1 (1909)
- Concerto pour violon en mi mineur op. 7 (1913/14, créé à Berlin, le 6 novembre 1919, par Alma Moodie, avec l'Orchestre philharmonique de Berlin dirigé par Max von Schillings)
  1. Moderato
  2. Adagio cantabile
  3. Allegro molto
- Concerto pour violoncelle en ut mineur op. 21 (1922)
  1. Andante cantabile - Allegro
  2. Adagio
  3. Allegro
- Concerto pour cor en la majeur op. 28 (1926)
  1. Allegro pathetico
  2. Adagio
  3. Allegro molto
- Concerto pour piano en si bémol mineur op. 37 (1927/35)
  1. Pesante allegro
  2. Andante
  3. Furioso
- Double concerto pour violon, violoncelle et orchestre à cordes op. 57 (1959/60)

#### Autres œuvres orchestrales
- Ouverture de concert en la mineur op. 4 (1910/12 rev. 1933)
- Rondeau rétrospectif op. 26 (1925)
- Älven. från fjällen till havet [Le fleuve, des montagnes à la mer] Poème symphonique op. 33 (1929)
  1. Par les montagnes et les forêts
  2. Le grand lac
  3. Les chutes d'eau
  4. La tranquillité, le courant
  5. Le port
  6. Vue des montagnes au-dessus de la mer
  7. Vers la mer
- En värmlandsrapsodi [Une rhapsodie de Värmland] op. 36 (1933) commande de Selma Lagerlöf
- Ballade & Passacaille op. 38 (1935)
- Ouverture de concert op. 41 (1940)
- Rondeau caractéristique op. 42 (1940)
- Aladdin, cinq pièces pour orchestre op. 43 (1941)
  1. Sagostaden
  2. Dans
  3. Marsch
  4. Aria
  5. Dansorgie
- Aladdin. Ouverture (Perpetuum mobile orientale) op. 44 (1941)
- Indische Weisen op. 51 (1950)
- Sinfonia pour cordes op. 53 (1953) (existe une version pour quintette à cordes)
- Schwedisches Sommerfest (1957)
- Ballad utan ord [Ballade sans parole] op. 56 (1958)
- Vittorioso op. 58 (1962)
- Adagio amoroso pour violon et cordes (1967)

### Œuvres pour orchestre à vent
- De fåvitska jungfrurna Rhapsodie Arr. von Gösta Morberg
- Marica trionfale della bella Lucia

### Ballets
- Per Schweinehirt op.9 (1914-15)
- Ballettskizzen (1919)
- De fåvitska jungfrurna op.17 (1920) d'après l'évangile de Matthieu 25:1-13

### Musique de scène
- Jefta (1913)
- Mats und Petter (1915)
- Schwester Beatrice (1917)
- Perseus och vidundret op.13 (1918)
- Turandot (1920)
- Der Sturm, suite pour orchestre op. 18 (1921 rev. 1936)
  1. Preludium, les tempêtes
  2. Ferdinand och Miranda
  3. På den förtrollade ön
  4. Ariel sjunger och dansar
  5. Bröllopsmusik
- Die drei Tanten (1923)
- Ein Wintermärchen (1923)
- Hassan (1925)
- Antonius und Kleopatra (1926)

### Opéras
- Härvard Harpolekare op. 12 (1916/18, rev. 1951 überarbeitet zu Härvards Heimkehr créations : Stockholm, 29 septembre 1919 et en 1936 à Chemnitz, révision le 14 juin 1952 à Linz)
- Bäckahästen op. 24 (1923/24 création : Stockholm, 23 janvier 1925) livret de Anders Österling (1884-1981)
- Fanal op. 35 (1929/34 création : Stockholm, 27 janvier 1934) livret de Oscar Ritter Ignaz Michael Welleminsky
- Aladdin op. 43 (1937/41 création : Stockholm, 18 mars 1941) livret de Bruno Hardt-Warden et Ignaz Michael Welleminsky d'après les Mille et une nuits
- Stormen [« La tempête »] op. 49 (1946/47 création : Stockholm, 19 septembre 1948) livret de William Shakespeare

### Œuvres vocales
- Det är sabbatsdag i bygden pour baryton et orchestre, op. 5 (1911/13) (texte de Olof Thunman)
- Svarta svanor [Svarta svanor, svarta svanor glida somi sorgetåg] chant pour baryton ou soprano et orchestre (1913/14) (texte de Carl Johan Gustaf Snoilsky (1841-1903))
- Ave maris stella pour chœur mixte (1917)
- Requiem op. 8 pour solistes, chœur et orchestre (1914) (texte de van Gustav Schlyter)
- Järnbäraland op. 16 pour solistes, chœur et orchestre (1919) (texte de van Hugo Tigerschiöld)
- Das Lied op. 25 pour solistes (chœur ad. lib.) et orchestre (1925)
- Sångens land op. 32 pour solistes (chœur ad. lib.) et orchestre (1928) (texte de Ture Rangström (1884-1974))

### Arrangements
- Brahms, Sextuor à cordes no 2 op. 36 (1939) pour orchestre à cordes

## Discographie choisie
- Symphonies no 1-9, Älven, poème symphonique op. 33, O. Radio de Frankfort / O. de la NDR de Hanovre / OS. SWR de Stuttgart, Satu Vihavainen (mezzo-soprano), Gabriel Suovanen (baryton), Dir. Ari Rasilainen (2000/5, CPO 5CD)
- Sinfonia pour cordes op. 53, Adagio amoroso pour violon et cordes, Intermezzo, Prélude et fugue, Suite no 7 op. 29 - Camerata Nordica, Ulf Wallin (violon et direction), (2005, CPO 777 156-2)
- Concerto pour cor, Soren Hermansson (cor), Umea Sinfonietta, Dir. Edvard Tjivzjel (BIS CD-376) + œuvres de Jacob, Larsson...
- Concerto pour piano, Rhapsodie pour piano et orchestre op. 1, Ballade & Passacaglia, op. 38 -  O. de la NDR de Hanovre, Love Derwinger (piano), Dir. Ari Rasilainen (CPO 999 732-2)
- Concerto pour violon, ouverture op. 4, Värmlands Rhapsodie op.36 - Ulf Wallin (violon), O. Radio Berlin, Dir. Roger Epple (CPO)
- Concerto pour violoncelle, Quintette op. 36 de Brahms (arr. orch. à cordes) - Truls Mork (violoncelle), Dir. Järvi (BIS CD-1504)